# 黑山—烏克蘭關係
黑山－烏克蘭關係是指黑山（音譯蒙特内哥罗；意譯黑山）和乌克兰的關係。两国均为歐洲安全與合作組織的成员国，黑山是北大西洋公约组织的正式成员国，而乌克兰则正在积极寻求加入北约。在文化上，兩國则皆為以斯拉夫語族語言為官方語言的國家。

## 历史
2006年蒙特內哥羅獨立公投后，黑山于当年6月3日宣布脱离塞尔维亚与黑山，建立独立国家，同年8月22日，黑山与乌克兰建立外交关系。黑山首任总统菲利普·武亚诺维奇亦于9月访问了乌克兰，并得到了乌克兰总统維克多·安德烈耶維奇·尤先科的接待。随后，两国签署了反洗钱协议。2008年，两国签署了互免签证协议。
黑山支持乌克兰对克里米亚半岛的主权。2022年俄羅斯入侵烏克蘭期间，黑山政府强烈谴责俄罗斯对乌克兰的军事侵略。总统米洛·久卡诺维奇也在推特上表示「俄罗斯违反了所有国际法基本原则，破坏欧洲安全，危及欧洲稳定。我们与欧盟领导人一道呼吁俄罗斯紧急结束敌对行动，从乌克兰撤军并尊重乌克兰的领土完整和主权」。

## 外交代表机构
- 乌克兰在2006至2008年曾经派遣驻塞尔维亚大使（英语：Embassy of Ukraine, Belgrade）兼辖对蒙特內哥罗的相关事务。[8]2008年，乌克兰在波德戈里察建立大使馆（英语：Embassy of Ukraine, Podgorica），并在尼克希奇任命名誉领事。[9]
- 蒙特內哥羅在基辅也设立有大使馆，并兼辖 亞美尼亞、 。[10][11][12][13]

## 旅行与签证

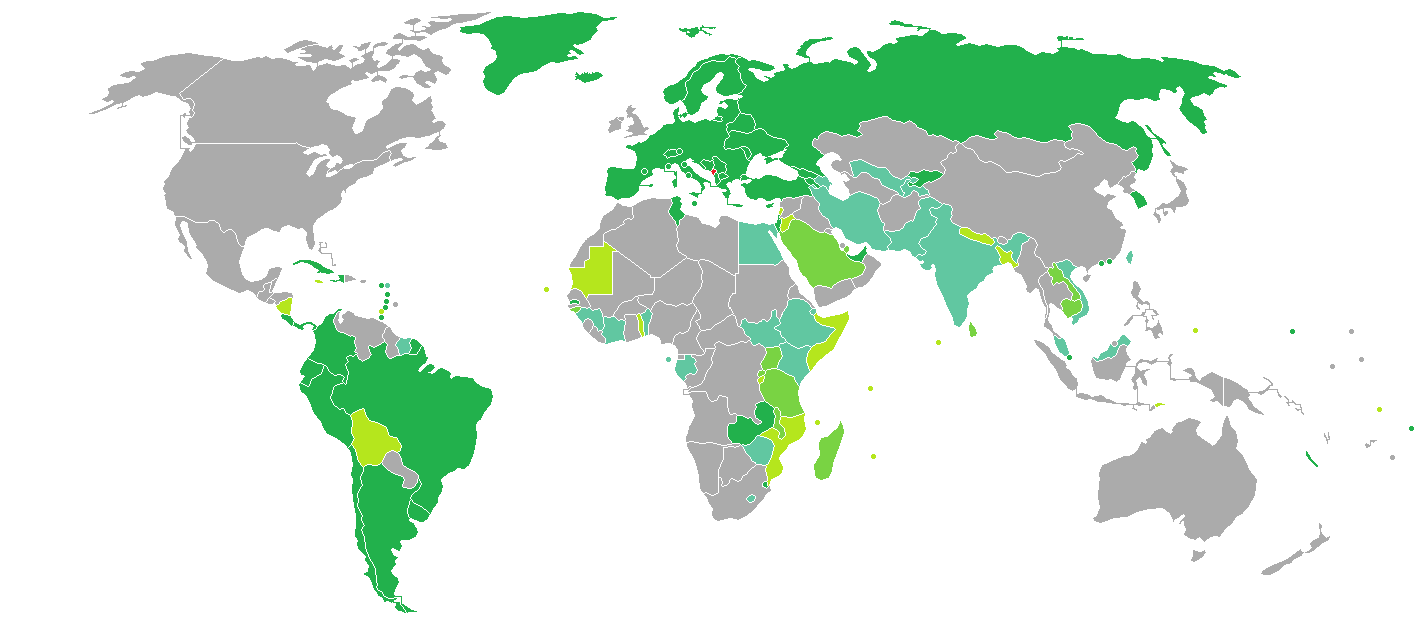
持蒙特內哥羅護照的蒙特內哥羅公民簽證要求分布圖：入境乌克兰可以免签证。

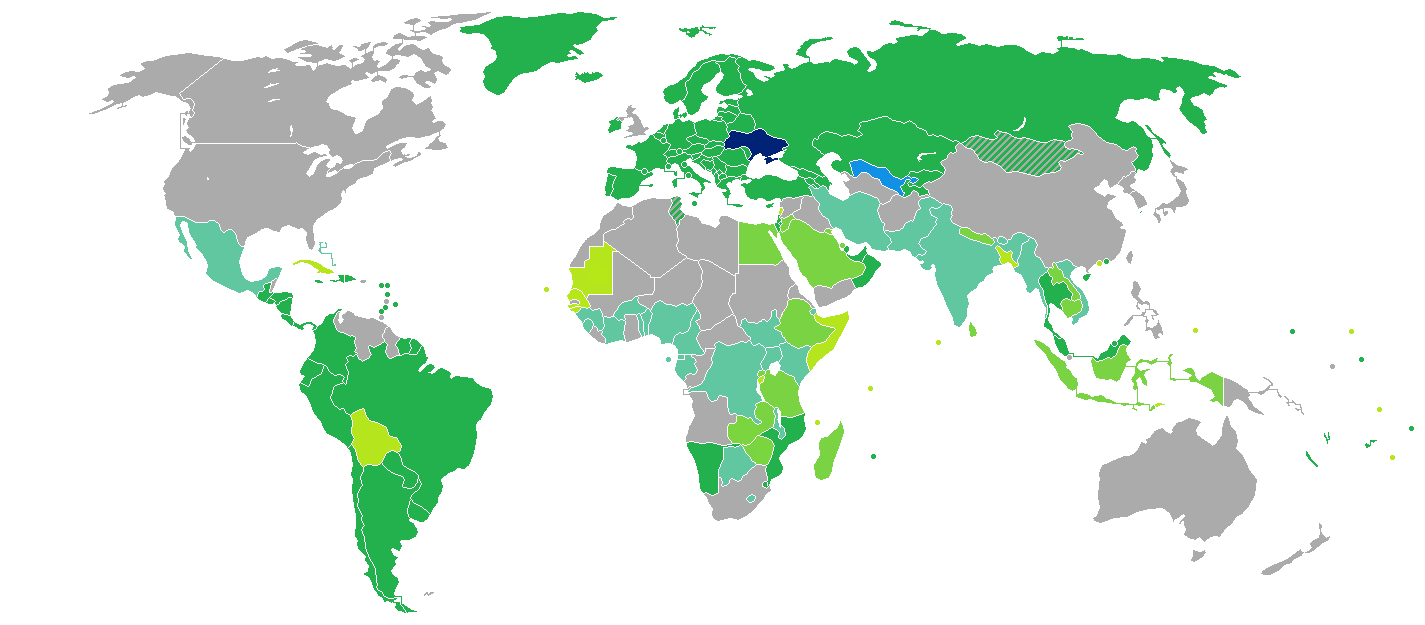
持烏克蘭護照的烏克蘭公民簽證要求分布圖：入境蒙特內哥罗可以免签证。

两国相互免签证，持有蒙特內哥羅護照的蒙特內哥羅公民，享有免签证入境乌克兰的待遇，停留不超过90天。而持有烏克蘭護照的烏克蘭公民也享有免签证入境蒙特內哥罗的待遇，停留不超过90天。

## 交通
兩國曾经有直航班機，但因为俄羅斯入侵烏克蘭事件以及基輔市內的多處爆炸，2022年2月24日起，来往于两国的大部分航线均停止运营。

## 司法
蒙特內哥罗曾被视为从乌克兰贩卖人口至欧盟诸国的中转站，乌克兰的非法移民、罗姆人多从蒙特內哥罗进入欧洲。但遭到了蒙特內哥罗政府的否认。